# Saku Kinnunen
Saku Kinnunen, född 3 januari 1995 i Kuhmo, är en finländsk professionell ishockeyspelare som spelar för Västerviks IK i Hockeyallsvenskan. 
Kinnunen gjorde sin debut i Finlands högsta hockeyliga, SM-Liiga, med KalPa under säsongen 2013-14.